# セレブレーション (フロリダ州)
セレブレーション（英: Celebration）は、アメリカ合衆国フロリダ州オセオラ郡の国勢調査指定地域および計画都市である。ウォルト・ディズニー・ワールド・リゾート近郊に位置し、ウォルト・ディズニー・カンパニーにより開発された。人口は2010年アメリカ合衆国国勢調査時点で7427人。行政上はオーランド–キシミー大都市統計地域に属する。同地域は州法にもとづきコミュニティ開発地区に指定されている。そのため、投票権は土地所有者のみに限定される。最大の土地所有者はウォルト・ディズニー・カンパニーの傘下団体である。
セレブレーション建設後、ディズニーは当初の計画通り、都市の運営からはほとんどの面において撤退しているが 、町内のオフィスビルにはひきつづきディズニーの事業部門が複数入居している。また、ウォルト・ディズニー・ワールドはインフラ部門としてスマート・シティ・テレコム（Smart City Telecom）とリーディ・クリーク・エナジー・サービスの2社を経営しており、町内においてもサービスを提供している。セレブレーションはディズニー・ワールド・リゾートに隣接しており、マジック・キングダムを起点とする道路、ワールド・ドライブ（World Drive）を通じてランド内の各施設と繋がっている。
セレブレーションの建設には多くの現代古典主義建築家が参加している。セレブレーション中心市街の郵便局はマイケル・グレイヴス、隣接するウェルカム・センターはフィリップ・ジョンソン、医療施設はロバート・スターンの設計である 。セレブレーションの建設に参加したその他の著名な建築家として、プレビュー・センター（Preview Center）のチャールズ・ムーア、ボヘミアン・ホテル（Bohemian Hotel）のグラハム・ガンド、サントラスト・バンク（SunTrust Bank）のロバート・ヴェンチューリとデニス・スコット・ブラウン、映画館のシーザー・ペリなどがいる。

## 歴史

### 初期の開発
1990年代初頭、ディズニー・デベロップメント・カンパニー（Disney Development Company、DDC）はリーディ・クリーク改善地区南部にある4,900エーカー (20 km2)の土地開発を推し進めるため、セレブレーション・カンパニー（Celebration Company）を設立した。プロジェクトの総投資額は25億アメリカ合衆国ドルと見積もられている。
セレブレーションのマスタープランは、ドリーハウス建築賞を受賞した2名、クーパー・ロバートソンとロバート・スターンが、広範囲の景観・公園・道路の設計はサンフランシスコの設計事務所であるEDAW（現在のAECOM）が手掛けた。ペンシルバニア州ピッツバーグのアーバン・デザイン・アソシエイツは新しい建築物をデザインするためのガイドラインとして、パターンブックを制定した。セレブレーションは20世紀的な建築様式でデザインされており、高密度住居に適した区画にはなっていない。セレブレーションは2001年にアーバンランド・インスティテュートにより「New Community of the Year」に選定されている。マイケル・ベイルートはディズニーの依頼により、道路標識、小売店の看板、マンホールの蓋、噴水、ゴルフコースのグラフィック、公園の通路の目印、住宅販売パンフレットといった、町内の諸要素のデザインを手掛けた。
セレブレーションの開発は1996年夏に着手され、最初にセレブレーション・ヴィレッジ（Celebration Village）、ウェスト・ヴィレッジ（West Village）、レイク・エヴァリン（Lake Evalyn）、次にノース・ヴィレッジ（North Village）、サウス・ヴィレッジ（South Village）およびアクイラ・リザーブ（Aquila Reserve）、最後にアーチザン・パーク（Artisan Park）が開発された。終盤の開発にはデイビッド・ワロンカー（David Waronker）ら複数名のデベロッパが参加した。ディズニーのCEOであるマイケル・アイズナーは初期のニュータウン開発に強い興味を抱いており、DDCの執行役員にウォルト・ディズニーの構想したエプコットに続くような、ディズニーというブランドにふさわしい、歴史に残る遺産を造るよう激励した。DDC執行部は、プランナーや建築家に加えて、教育、健康、テクノロジーのリーダーたちと幅広く協力して、街のビジョンと運営方針を制定した。
ディズニーは、開発当初、住民の経済的・民族的な多様性を創出するために、アフリカ系アメリカ人やヒスパニックをターゲットにした新聞や雑誌への広告掲載、人種的マイノリティをテーマにしたパンフレットの印刷、物件営業部門でのアフリカ系アメリカ人の雇用など、様々な工夫を凝らした。また、住宅購入者に対する人種差別を防ぐため、最初の350戸の住宅と123室のアパートの所有者は抽選で決められた。しかし、2000年には、セレブレーションの人口の88%を白人が占め、周辺の郡における59%という値を大きく上回った。人口学者は、ディズニーがコミュニティ内に補助金付き住宅を建設せず、代わりに90万ドルをオセオラ郡に寄付して、セレブレーションのほとんどの住宅の市場価格を下回る8万ドル以下の住宅を住民が購入できるようにしたことが、この多様性の欠如の一因であると指摘している。

### 民事訴訟
2016年、ウォール・ストリート・ジャーナルはセレブレーション・タウン・センター（Celebration Town Center）の入居者が「雨漏りする屋根、建物との隙間が空きはじめたバルコニー、壁に広がるカビと戦っており、ぼろぼろになった不動産を手放すことに苦慮している」ことを報じた。2016年4月には、2004年よりセレブレーションの一部を管理する団体、レクシン・キャピタル（Lexin Capital）の下部組織であるタウン・センター・ファウンデーション（Town Center Foundation）に対し、10年以上にわたり延期されていた1500万ドルから2000万ドルの修繕費用を払うよう求める民事訴訟が起こされた。

## 生活

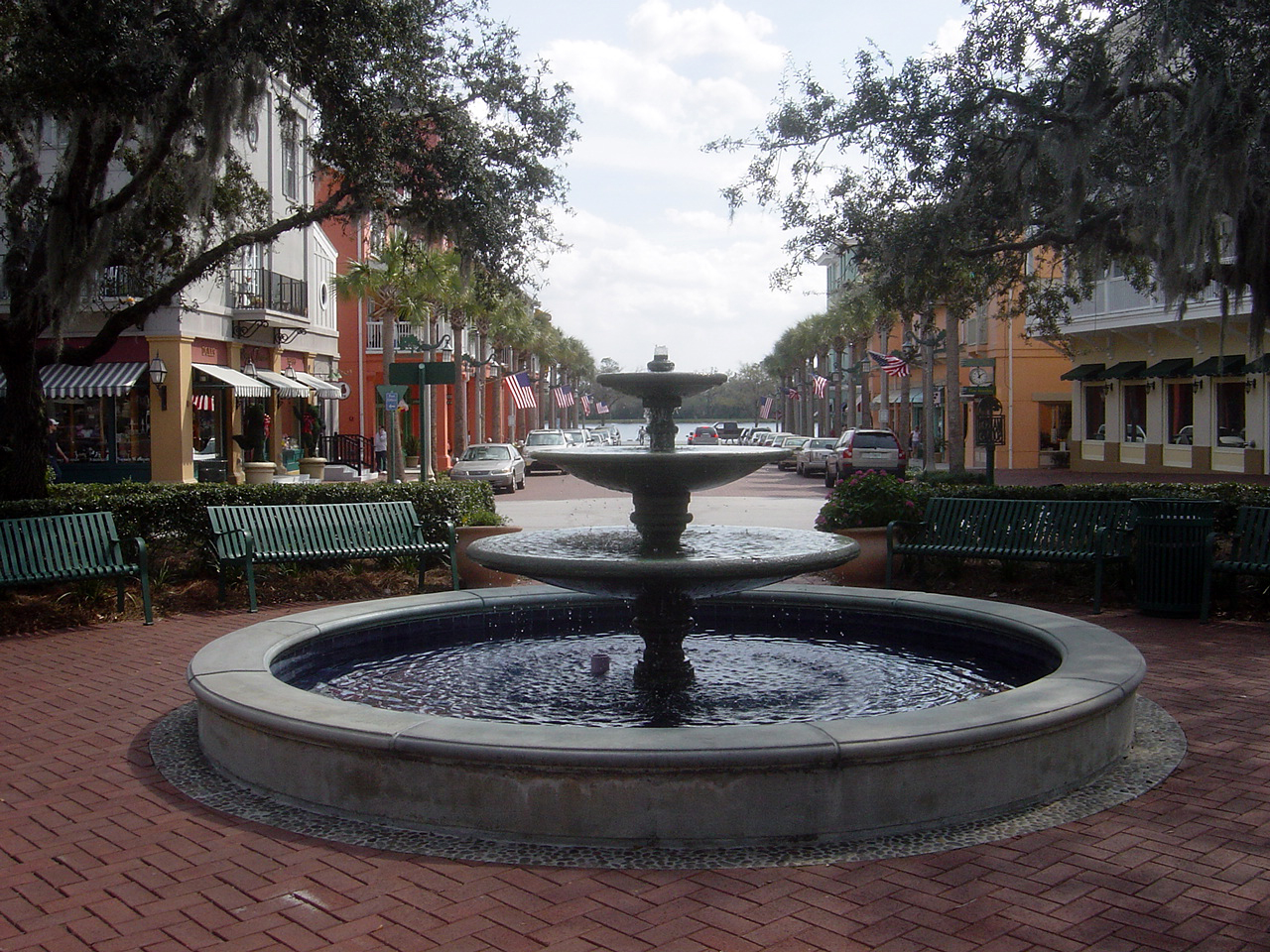
セレブレーションの中心商業地。

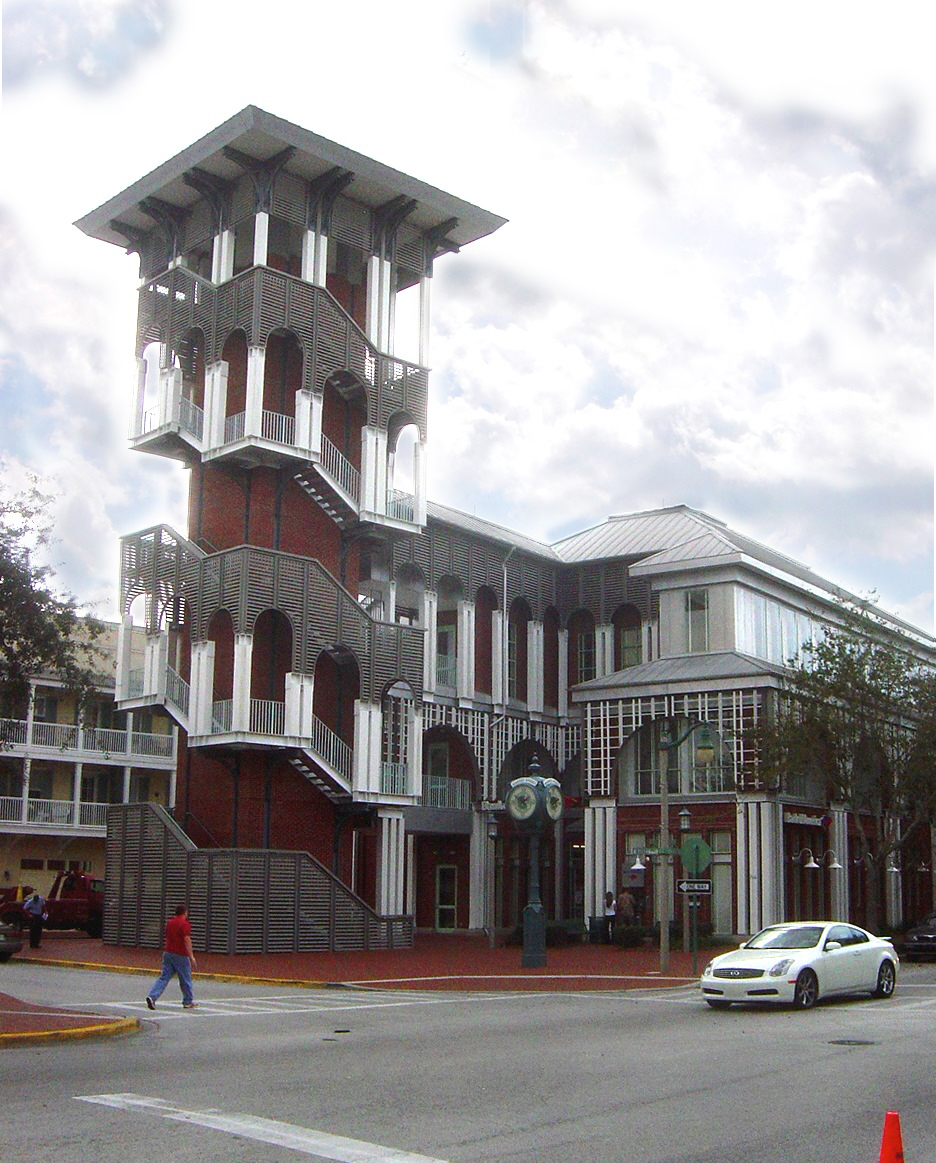
セレブレーション中心市街のバンク・オブ・アメリカ。

中心地であるセレブレーション・タウン・センターには店舗・レストランなどの商業施設および106戸の住居がある。セレブレーションには6つのキリスト教会とユダヤ教の集会場および医療施設がある。町には500の登記された企業が在籍し、ショッピングプラザや小規模オフィスビル、ディズニーワールドのオフィスビルパークで業務を行っている。通勤する住民の91%が自動車を利用している
セレブレーションでは毎年さまざまなイベント（Celebration）が開かれる。地域のガレージセール、アート・ショー、エキゾチック・カー・フェスティバル、年次のラジオ・ディズニー・ホリデー・コンサート（Radio Disney Holiday concert）、グレート・アメリカン・パイ・フェスティバル（Great American Pie Festival、このイベントはフード・ネットワークでも放映される。）、ポッシュ・プーチ・フェスティバル（"Posh Pooch" festival）などがそれである。秋とクリスマスには、タウン・センターでそれぞれ紅葉と石鹸の泡で作った模擬雪を降らせるイベントが開催される。また、独立記念日には大規模な花火大会が開かれる。町内のイベントは、コミュニティ・カレンダーによってインターネット上にまとめられている。

### 教育

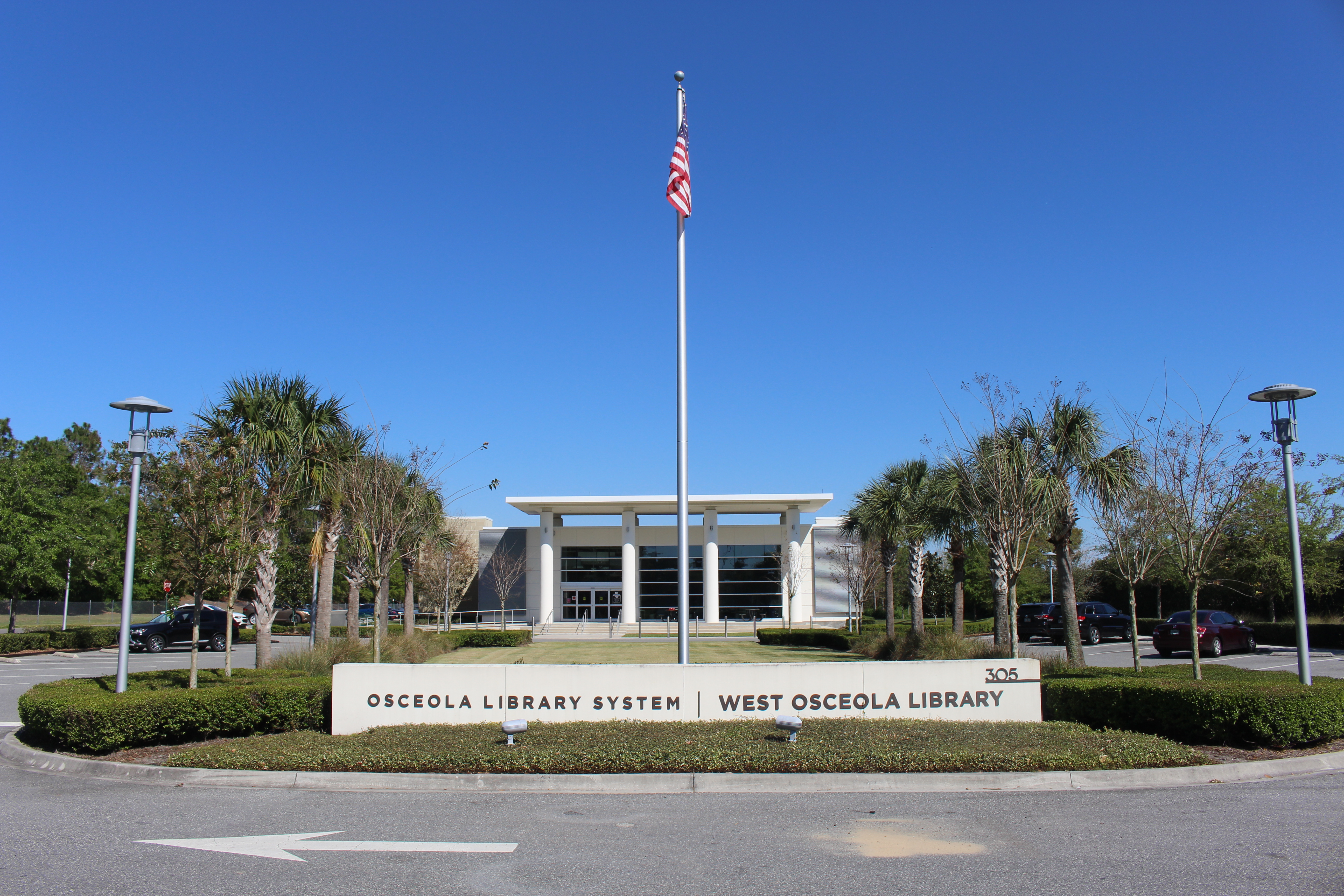
オセオラ図書館西オセオラ支館（West Osceola Branch Library）

セレブレーションはフロリダ州オセオラ学区に属し、町内の学童は8年制のセレブレーション・スクール（Celebration School）に通う。また、町には セレブレーション高校があり、9年生から12年生が通う。私立の教育機関として8年制のザ・モンテッソーリ・アカデミー・オブ・セレブレーション（The Montessori Academy of Celebration）がある。また、ステッソン大学セレブレーションキャンパス（Stetson University Celebration Campus）では大学院教育を受けることができる 。コミュニティ・センターでは、料理、ガーデニング、アート、ライティング、テクノロジーなどの無料クラスが開催されている。オセオラ図書館はセレブレーション町内にオセオラ図書館西オセオラ支館を構える。

### 人口動態
2010年の国勢調査によれば、セレブレーションには7427人3063世帯716家族が居住している。人口密度は272.16.0人/km2。住居の数は4566戸で戸数密度は39.6人/km2。人種比率は、91%が白人でそのうち81.9%が非ヒスパニック系白人である。1.5%がアフリカ系アメリカ人、3.2%がアジア系アメリカ人、2.2%が多人種系アメリカ人、0.26%がネイティブ・アメリカン、11.2%がラテン系アメリカ人である。
セレブレーションには3063世帯が居住し、そのうち18歳未満の子どもがいる世帯は32.7%、夫婦同居が57.0%、女性が世帯主の配偶者がいない世帯は4.5%、非家族世帯は35.0%であった。24.3%が一人暮らし世帯で、65歳以上の一人暮らし世帯は全体の3.6%。世帯の平均人数は2.44人で家族の平均人数は2.96人であった。年齢分布は、18歳未満が25.6%、65歳以上が9.2%%。中央値は37歳であった。女性100人に対し、男性は94.7人、18歳以上の女性100人に対して、同年代の男性は93.5人であった。一世帯の所得の中央値は74231ドル、一家族の所得の中央値は92334ドル。男性の中央値は51250ドル、女性の中央値は46650ドルであった。一人当たりの所得は39521ドルで、人口の4.1%が貧困線以下であった。